# 343P/NEAT-LONEOS
343P/NEAT-LONEOS, komet Jupiterove obitelji